# Kallinos
Kallinos z Efezu (łac. Callinus gr. Καλλῖνος, pierwsza połowa VII wieku p.n.e.) – najstarszy poeta grecki piszący elegie bojowe. Zachowały się nieliczne fragmenty jego dzieł, najdłuższy z nich liczy 21 wersów i jest wezwaniem do wojny z Kimerami.